# Paprika (filme de 2006)
Paprika (パプリカ, Papurika) é um filme animado japonês de ficção científica de 2006, baseado no livro com o mesmo nome de Yasutaka Tsutsui sobre uma pesquisa psicológica que usa um aparelho que permite a terapeutas entrarem nos sonhos dos pacientes com o fim de ajudá-los.
O filme foi dirigido por Satoshi Kon, animado pela Madhouse e produzido e distribuído pela Sony Pictures Classics. A trilha sonora foi composta por Susumu Hirasawa.
A trilha deste filme é importante por ser a primeira a usar Vocaloid e "Lola" em várias faixas.

## Enredo
Num futuro próximo, um novo tratamento psicoterapêutico chamado "sonho revolucionário" foi inventado. Um dispositivo chamado de "DC Mini" permite ao usuário visualizar os sonhos das pessoas. A chefe da equipe de trabalho sobre este tratamento, Doutora Atsuko Chiba, começa a usar a máquina ilegalmente para ajudar os pacientes psiquiátricos fora do centro de pesquisa, usando seu alter-ego "Paprika", uma persona consciente de que ela assume no mundo dos sonhos.
Paprika aconselha Detective Toshimi Konakawa, que é atormentado por um sonho recorrente. Sua incompletude é uma grande fonte de ansiedade para ele. No final da sessão, ela dá a Konakawa um cartão com um nome de um site nele. Este tipo de sessão de aconselhamento não é oficialmente sancionada, então Chiba, seus associados e Konakawa deve ser cauteloso essa palavra não vazar a respeito da natureza do Mini DC e a existência de Paprika. aliado mais próximo de Chiba é Doutor Kosaku Tokita, um homem-criança gênio e o inventor do Mini DC. Porque eles estão inacabadas, os Minis DC não têm restrições de acesso, permitindo que qualquer um entrar nos sonhos de outra pessoa, o que coloca graves consequências quando eles são roubados. Quase imediatamente, o chefe do departamento, Doutor Toratarō Shima, vai em um discurso sem sentido e salta através de uma janela, quase matando a si mesmo.
Após examinar o sonho de Shima, que consiste em um desfile animado de objetos, Tokita reconhece seu assistente, Kei Himuro, o que confirma a sua suspeita de que o roubo foi um trabalho interno. Depois de dois outros cientistas vítima da DC Mini, o presidente da empresa, que era contra o projeto para começar, proíbe o uso do dispositivo completamente. Esta falha para impedir o desfile enlouquecido, que consegue reclamar Tokita, que entrou sonho de Himuro tentando encontrar respostas e invadido o sonho de Konakawa. Paprika e Shima tomar o assunto em suas próprias mãos e achar que Himuro é apenas uma concha vazia. O verdadeiro culpado é o presidente, com a ajuda de Doctor Morio Osanai, que acredita que ele deve proteger sonhos de influência da humanidade através da terapia de sonho. Paprika é finalmente capturado pelo par depois de uma perseguição desgastante. Lá, Osanai admite seu amor por Chiba e, literalmente, descasca a pele do Paprika para revelar Chiba embaixo. No entanto, ele é interrompido pelo Presidente indignado que exige que eles terminar Chiba; como o corpo os dois compartilham de Osanai, eles lutam para controle como eles discutem sobre o destino de Chiba. Konakawa entra no sonho de seu próprio sonho recorrente, e foge com Chiba volta para o seu. Osanai dá início à perseguição através sonho recorrente de Konakawa, que termina em Konakawa tiro Osanai para assumir o controle do sonho. O ato realmente mata o corpo físico do Osanai com uma ferida de bala real.
Sonhos e realidade já se fundiram. O desfile sonho está funcionando amok na cidade, e a própria realidade está começando a desvendar. Shima é quase morto por uma boneca japonesa gigante, mas é salvo por Paprika, que tornou-se uma entidade separada de Chiba graças a sonhos e fusão realidade. Em meio ao caos, Tokita, sob a forma de um robô gigante, come Chiba e se prepara para fazer o mesmo para Paprika. A aparição fantasmagórica de Chiba aparece e revela que ela estava apaixonada por Tokita todo este tempo e simplesmente foi reprimir essas emoções. Ela chega a um acordo com seus próprios desejos reprimidos, reconciliando-se com a parte dela que é Paprika. O presidente retorna na forma de um pesadelo vivo, revela seus sonhos retorcidos de onipotência, e ameaça escurecer o mundo com seus delírios. Paprika retorna ao Tokita, atirando-se em seu corpo. Um bebê emerge do escudo robótico e suga no vento, o envelhecimento como ela suga o presidente-se, tornando-se uma combinação totalmente crescido de Chiba e Paprika. Nesta nova forma, ela é capaz de consumir forma o sonho do presidente e acabar com o pesadelo ele criou antes desaparecendo.
Na cena final, Chiba senta à cabeceira de Tokita como ele acorda. Mais tarde, Konakawa visita o site a partir do cartão de Paprika e recebe uma mensagem de Paprika: "Atsuko vai mudar seu sobrenome para Tokita ... e eu sugiro assistir o filme Dreaming Kids." Konakawa entra em uma sala de cinema e compra um bilhete para sonhar.

## Elenco
- Megumi Hayashibara como Dra. Atsuko Chiba
- Tōru Furuya como Dr. Kōsaku Tokita
- Tōru Emori como Dr. Seijirō Inui
- Katsunosuke Hori como Dr. Toratarō Shima
- Akio Ōtsuka como detetive Toshimi Konakawa
- Kōichi Yamadera como Dr. Morio Osanai

## Prêmios e Indicações
O filme Paprika recebeu vários prêmios e indicações:
| Ano  | Prêmio                             | Categoria                                | Recipiente  | Resultado |
| ---- | ---------------------------------- | ---------------------------------------- | ----------- | --------- |
| 2006 | Montréal Festival of New Cinema    | Public's Choice Award                    | Satoshi Kon | Venceu    |
| 2006 | Festival de Veneza                 | Golden Lion (Best Film)                  | Satoshi Kon | Indicado  |
| 2007 | Fantasporto                        | Critics Choice Award (Prêmio da Crítica) | Satoshi Kon | Venceu    |
| 2007 | Newport Beach Film Festival        | Feature Film Award for Best Animation    | Satoshi Kon | Venceu    |
| 2007 | Online Film Critics Society Awards | Best Animated Film                       |             | Indicado  |
| 2008 | Chlotrudis Awards                  | Best Visual Design                       |             | Venceu    |